# Wołdowo
Wołdowo (deutsch Waldowsaue) ist ein Wohnplatz in der Woiwodschaft Westpommern in Polen. Er gehört zur Gmina Przelewice (Gemeinde Prillwitz) im Powiat Pyrzycki (Pyritzer Kreis).
Der Wohnplatz liegt in Hinterpommern, etwa 55 km südöstlich von Stettin und etwa 20 km östlich der Kreisstadt Pyritz.
Der Wohnplatz wurde im Jahre 1779 durch den Gutsherrn von Groß Latzkow als ein Vorwerk des Gutes angelegt, etwa 2½ Kilometer nordöstlich von Groß Latzkow. Die Anlage wurde von König Friedrich II. durch Fördermittel („königliche Gnadengelder“) unterstützt. Der Gutsherr, ein Hauptmann von Waldow, gab dem Vorwerk nach dem Namen seiner adligen Familie Waldow den Namen „Waldowsaue“.  
Um 1865 waren dem Vorwerk Waldowsaue 413 Morgen Land zur Bewirtschaftung zugeordnet. Bei der Volkszählung im Deutschen Reich 1871 wurden in Waldowsaue 11 Einwohner in 2 Wohnhäusern gezählt. Waldowsaue gehörte zum Gutsbezirk Groß Latzkow. 
Später wurde Waldowsaue nach Plönzig umgemeindet. Bis 1945 bildete Waldowsaue einen Ortsteil der Gemeinde Plönzig und gehörte mit dieser zum Landkreis Pyritz in der preußischen Provinz Pommern.
Nach dem Zweiten Weltkrieg kam Waldowsaue, wie ganz Hinterpommern, an Polen. Es erhielt den polnischen Ortsnamen „Wołdowo“.